# Dale Ellis
Dale Ellis (Marietta, Georgia, 6 de agosto de 1960) es un exjugador de baloncesto estadounidense que jugó 17 temporadas en la NBA. Con 2,01 metros de estatura, jugaba en el puesto de escolta.

## Carrera
Ellis procedía de la Universidad de Tennessee. Jugó en la posición de base para los Dallas Mavericks, Milwaukee Bucks, Seattle Supersonics, San Antonio Spurs, Denver Nuggets y Charlotte Hornets. Jugó en la década de 1980 y de 1990, siendo un all-star de la liga. Participó en 1209 partidos y durante su carrera promedió 15,7 puntos y 3,5 rebotes por partido, teniendo un porcentaje de .479 de tiros de campo y de .403 tiros de campo desde 3 puntos. 
En el momento de su retirada, se encontraba en el puesto número 14 histórico de anotadores de 3 puntos encestados, con un total de 1719, y el 12 en cuanto a porcentaje de tiros detrás de la línea de 3 puntos. 
Tiene el récord de la NBA por haber jugado más minutos en un solo partido de la NBA, cuando anotó 53 puntos en 69 minutos (de 73 minutos posibles) para los Sonics cuando vencieron a los Bucks por 155-154 en cinco tiempos extras el 9 de noviembre de 1989.

## Estadísticas de su carrera en la NBA
|  | Líder de la liga |

### Temporada regular
| Año      | Equipo      | PJ    | PT  | MPP  | %TC  | %3P   | %TL   | RPP | APP | ROB | TPP | PPP  |
| -------- | ----------- | ----- | --- | ---- | ---- | ----- | ----- | --- | --- | --- | --- | ---- |
| 1983-84  | Dallas      | 67    | 2   | 15.8 | .456 | .414  | .719  | 3.7 | .8  | .6  | .1  | 8.2  |
| 1984-85  | Dallas      | 72    | 4   | 18.3 | .454 | .385  | .740  | 3.3 | .8  | .6  | .1  | 9.3  |
| 1985-86  | Dallas      | 72    | 1   | 15.1 | .411 | .364  | .720  | 2.3 | .5  | .6  | .1  | 7.1  |
| 1986-87  | Seattle     | 82    | 76  | 37.5 | .516 | .358  | .787  | 5.5 | 2.9 | 1.3 | .4  | 24.9 |
| 1987-88  | Seattle     | 75    | 73  | 37.2 | .503 | .413  | .767  | 4.5 | 2.6 | 1.0 | .1  | 25.8 |
| 1988-89  | Seattle     | 82    | 82  | 38.9 | .501 | .478  | .816  | 4.2 | 2.0 | 1.3 | .3  | 27.5 |
| 1989-90  | Seattle     | 55    | 49  | 37.0 | .497 | .375  | .818  | 4.3 | 2.0 | 1.1 | .1  | 23.5 |
| 1990-91  | Seattle     | 30    | 24  | 26.7 | .463 | .303  | .738  | 3.1 | 2.1 | 1.1 | .1  | 15.0 |
| 1990-91  | Milwaukee   | 21    | 0   | 29.7 | .486 | .441  | .707  | 3.9 | 1.5 | .8  | .2  | 19.3 |
| 1991-92  | Milwaukee   | 81    | 11  | 27.0 | .469 | .419  | .774  | 3.1 | 1.3 | .7  | .2  | 15.7 |
| 1992-93  | San Antonio | 82    | 76  | 33.3 | .499 | .401  | .797  | 3.8 | 1.3 | 1.0 | .2  | 16.7 |
| 1993-94  | San Antonio | 77    | 75  | 33.6 | .494 | .395  | .776  | 3.3 | 1.0 | .9  | .1  | 15.2 |
| 1994-95  | Denver      | 81    | 3   | 24.6 | .453 | .403  | .866  | 2.7 | .7  | .5  | .1  | 11.3 |
| 1995-96  | Denver      | 81    | 52  | 32.4 | .479 | .412  | .760  | 3.9 | 1.7 | .7  | .1  | 14.9 |
| 1996-97  | Denver      | 82    | 51  | 35.9 | .414 | .364  | .817  | 3.6 | 2.0 | .7  | .1  | 16.6 |
| 1997-98  | Seattle     | 79    | 0   | 24.5 | .497 | .464  | .782  | 2.3 | 1.1 | .8  | .1  | 11.8 |
| 1998-99  | Seattle     | 48    | 5   | 25.7 | .441 | .433  | .757  | 2.4 | .8  | .5  | .1  | 10.3 |
| 1999-00  | Milwaukee   | 18    | 0   | 18.0 | .465 | .354  | .667  | 1.9 | .3  | .3  | .0  | 6.8  |
| 1999-00  | Charlotte   | 24    | 5   | 10.0 | .328 | .400  | .750  | .9  | .3  | .3  | .0  | 2.3  |
| Total    | Total       | 1,209 | 589 | 28.8 | .479 | .403  | .784  | 3.5 | 1.4 | .8  | .2  | 15.7 |
| All-Star | All-Star    | 1     | 1   | 26.0 | .750 | 1.000 | 1.000 | 6.0 | 2.0 | .0  | .0  | 27.0 |

### Playoffs
| Año   | Equipo      | PJ | PT | MPP  | %TC  | %3P  | %TL   | RPP | APP | ROB | TPP | PPP  |
| ----- | ----------- | -- | -- | ---- | ---- | ---- | ----- | --- | --- | --- | --- | ---- |
| 1984  | Dallas      | 8  | –  | 22.3 | .325 | .083 | .750  | 5.3 | .5  | 1.3 | .3  | 7.4  |
| 1985  | Dallas      | 4  | 1  | 17.0 | .435 | .400 | .500  | 1.8 | .8  | 1.0 | .0  | 5.8  |
| 1986  | Dallas      | 7  | 0  | 9.6  | .409 | .583 | 1.000 | 1.0 | .3  | .3  | .3  | 4.3  |
| 1987  | Seattle     | 14 | 14 | 37.9 | .487 | .361 | .815  | 6.4 | 2.6 | .7  | .4  | 25.2 |
| 1988  | Seattle     | 5  | 5  | 34.4 | .482 | .250 | .724  | 4.6 | 3.0 | .6  | .4  | 20.8 |
| 1989  | Seattle     | 8  | 8  | 38.0 | .450 | .405 | .727  | 4.0 | 1.3 | 1.4 | .1  | 22.9 |
| 1993  | San Antonio | 10 | 10 | 30.5 | .451 | .313 | .813  | 3.5 | 1.1 | .4  | .0  | 12.5 |
| 1994  | San Antonio | 4  | 4  | 28.5 | .395 | .294 | .600  | 2.5 | .3  | .8  | .0  | 10.5 |
| 1995  | Denver      | 3  | 0  | 24.3 | .357 | .308 | .923  | 4.7 | 1.0 | .7  | .3  | 12.0 |
| 1998  | Seattle     | 10 | 0  | 17.0 | .377 | .423 | .833  | 1.3 | .6  | .2  | .0  | 5.6  |
| Total | Total       | 73 | 42 | 27.1 | .443 | .351 | .784  | 3.7 | 1.3 | .7  | .2  | 13.8 |